# سست‌ماهی ماسه‌ای
سست‌ماهی ماسه‌ای (نام علمی: Cynoscion arenarius) نام یک گونه از سرده سست‌ماهی‌ها است.